# Ipu (kommun)
Ipu är en kommun i Brasilien.   Den ligger i delstaten Ceará, i den östra delen av landet, 1 500 km nordost om huvudstaden Brasília. Antalet invånare är 40 300.
Följande samhällen finns i Ipu:
- Ipu

Omgivningarna runt Ipu är huvudsakligen savann. Runt Ipu är det ganska tätbefolkat, med 67 invånare per kvadratkilometer.